# Dobravšce
Dobravšce – wieś w Słowenii, w gminie Gorenja vas-Poljane. W 2018 roku liczyła 105 mieszkańców.